# Истрорумъни
Истрорумъните, наричани още Истровласи, Далмати, Морлаци, са местен романски народ в западната част на Балканите край Адриатическо море, които живеят днес в Хърватия (по крайбрежието на Далмация), както и разпръснати в Италия (в региона Фриули - Венеция Джулия), където са прогонени от югославските власти след 1945 г. Съществуват основно две хипотези за техния произход, първата определяща ги като потомци на романизирани илири и римски колонисти, а втората - като наследници на население мигрирало около XII-XIV в. от източната част на Балканския полуостров, преминало през Сърбия и Босна до Далмация, Истрия и остров Крък.

## Изследвания върху истрорумъните
Интересът към тях се събужда през XIX в., когато Европа в духа на романтизма преоткрива традициите и духовното наследство на народите, които я населяват. Първото лингвистично научно изследване е направено от италианеца Грациадио Асколи, който сравнява езика на истрорумъните с румънския и арумънския езици, и е първият, който изказва съмнения относно теорията за техния произход от римските колонисти.
По-многобройни стават изследванията през XX в., в които историографията в тясна връзка с лингвистиката се опитва да установи както произхода на този етнос, така и пътя, който той изминава докато се установи в Истрия. Тезата на ранните автори за произхода на това население от колонизирано римско такова е отхвърлена от по-късните учени.
През XX в. битуват две основни хипотези. Според тази на румънския фолклорист и филолог Овид Денсусиано, поддържана и от други учени, истрорумъните идват от югозападна Трансилвания и Банат, започвайки преселенията си на малки групи през X в. Той построява теорията си върху съответствията в езика като напр. ротаризма, думите с латински корен и диалектите от западнорумънските планини.
Втората хипотеза, възприета също от немалък брой изследователи, е на Секстил Рускариу, който извежда произхода на истрорумъните от южнодунавското население, главно от днешна Сърбия, все пак допускайки, че то е било в контакт и с романизирано население от северната страна на Дунав. Това население се придвижва на запад, прехранвайки се основно със скотовъдство като стадата се извеждат във високопланинските пасища лете и слизат в низините зиме. Секстил Рускариу, Силвиу Драгомир и др. изследователи са на мнение, че именно това население византийските летописци определят като Μαυρόβλαχοι (черни власи). Този термин Μαυρόβλαχοι в латинския език, с който си служи администрацията на венецианска Далмация, когато отбелязва това население в регистрите си, е видоизменен в Morovlachi, Moroblachi, Morolachi, Morlachi и Murlachi, оттук в италианския навлиза като Morlacchi, в хърватския и сръбския език като Morlači, а в българския като Морлаци.

## История
След като се установяват в Истрия, истрорумъните постепенно биват асимилирани от по-многобройното заварено население като само в най-компактните си места на заселване запазват своята идентичност и езика си. През XIV в. за истрорумънските овчари има исторически свидетелства в района на Сплит, Трогир, Шибеник, Задар, на островите Раб, Паг и Крък.
Истрорумъните са наричани в Хърватия и Италия „чичи“, а в Италия там, където те се разселват, има цял регион носещ името Чочария. Това название идва от традиционните обувки на истрорумъните - цървули със заострен повдигнат връх. Първото споменаване във венецианските документи на названието „чичи“ като етноним (изписано като Cici) датира от 1463 г. Същият етноним изписан този път като Chichii се появява в латински документи от 1517, 1524 и 1527 г., съхранявани в архивите на град Триест. Един италиански автор, монахът Иренео дела Кроче, записвайки историята на Триест през 1698 г., разказва, че самите чичи т.е. истрорумъните на своя език се наричат румери.

## Съвременна история
До установяването на венецианската власт в Истрия и Далмация истрорумънското население, независимо дали живее в планините или в някои далматински градове на провинция Спалато, запазва етническия си характер. След падането на Венецианската република през 1797 г. Далмация минава под австрийска власт до 1918 г., когато Сърбия се обединява с Хърватия и Словения, а от 1929 г. се преименува на Кралство Югославия. През 1941 г. Италия окупира Далмация като съюзник на Нацистка Германия и включва истрорумънското малцинство, преди това преследвано от югославските кралски власти, в редовете на италианската армия като то воюва на източния фронт в дивизията Пасубио. След капитулацията на Италия, хърватите се договарят с фашисткия диктатор Бенито Мусолини, създал Италианската социална република, за изселване на истрорумъните от част от Далмация, като последните емигрират в Триест. След войната Югославия подписва с Италия спогодба, според която истрорумъните са изселени от Югославия в Италия, а само доброволно останалите получават правото да живеят в Хърватия. През 1967 г. Италия и Румъния подписват спогодба, според която Италия признава истрорумъните за малцинство, а Румъния е техен протектор. По-голямата част от истровласите родени в Италия, постепенно сливат своя език с близкия по звучене италиански. От 1991 г. Хърватия също признава истрорумъните на нейна територия за малцинство.